# Stefka Evstatieva
Stefka Evstatieva (Ruse, Bulgaria 7 de mayo de 1947) es una soprano búlgara destacada en repertorio italiano y ruso.

## Trayectoria
Estudió en la Academia Estatal de Sofía con Elena Kisselova, debutando en la ópera de su ciudad natal donde cantó entre 1971 y 1979.
En 1974 ganó el segundo premio en el concurso Tchaicovsky de Moscú y en 1978 el de la radio búlgara.
En 1978 debutó en Sofía cantando luego en la Wiener Staatsoper, la Ópera Estatal de Baviera, Covent Garden, Teatro Colón de Buenos Aires y La Scala en 1983. También cantó en las óperas de Roma, Bruselas, Berlín, París, Frankfurt, Miami, Filadelfia, San Francisco, Baltimore y Dallas.
En 1984 debutó en el Metropolitan Opera de New York como Elisabetta en Don Carlo de Verdi.
Sus roles principales fueron Santuzza, Aida, Donna Elvira, Desdemona, Leonora, Maddalena en Andrea Chénier, Tosca, Amelia, Lisa y Tatyana en Eugene Onegin.

## Discografía
- Mascagni; Cavalleria Rusticana, Rahbari
- Tchaikovsky: La Dama de Pique (Lisa), E. Tchakarov (CD) (Sony)
- Puccini, Tosca, Bradhsaw (DVD)